# Collegio uninominale Lombardia - 06 (2020)
Il collegio elettorale uninominale Lombardia - 06 è un collegio elettorale uninominale della Repubblica Italiana per l'elezione del Senato della Repubblica.

## Territorio
Come previsto dalla legge n. 51 del 27 maggio 2019, il collegio è stato definito tramite decreto legislativo all'interno della circoscrizione Lombardia.
È formato dal territorio dell'intera provincia di Monza e della Brianza (55 comuni).
Il collegio è parte del collegio plurinominale Lombardia - 01.

## Eletti
| Elezione | Elezione | Deputato          | Partito      | Note                       |
| -------- | -------- | ----------------- | ------------ | -------------------------- |
|          | 2022     | Silvio Berlusconi | Forza Italia | Deceduto il 12 giugno 2023 |
|          | 2023 (S) | Adriano Galliani  | Forza Italia |                            |

## Dati elettorali

### XIX legislatura
Come previsto dalla legge elettorale, 74 senatori sono eletti con sistema a maggioranza relativa in altrettanti collegi uninominali a turno unico.
| Candidati                                 | Candidati                       | Voti    | %     | Liste                          | Voti    | %     |
| ----------------------------------------- | ------------------------------- | ------- | ----- | ------------------------------ | ------- | ----- |
|                                           | Silvio Berlusconi ✔️ Eletto     | 231 440 | 50,26 | Fratelli d'Italia              | 125 056 | 27,16 |
| Lega per Salvini Premier                  | Silvio Berlusconi ✔️ Eletto     | 231 440 | 50,26 | 58 759                         | 12,76   |       |
| Forza Italia                              | Silvio Berlusconi ✔️ Eletto     | 231 440 | 50,26 | 41 791                         | 9,08    |       |
| Noi moderati/Lupi - Toti - Brugnaro - UDC | Silvio Berlusconi ✔️ Eletto     | 231 440 | 50,26 | 5 834                          | 1,27    |       |
|                                           | Federica Perelli                | 124 983 | 27,14 | Partito Democratico-IDP        | 89 074  | 19,34 |
| +Europa                                   | Federica Perelli                | 124 983 | 27,14 | 17 759                         | 3,86    |       |
| Alleanza Verdi e Sinistra                 | Federica Perelli                | 124 983 | 27,14 | 16 390                         | 3,56    |       |
| Impegno Civico - Centro Democratico       | Federica Perelli                | 124 983 | 27,14 | 1 760                          | 0,38    |       |
|                                           | Fabio Giovanni Carmelo Albanese | 46 860  | 10,18 | Azione - Italia Viva - Calenda | 46 860  | 10,18 |
|                                           | Bruno Marton                    | 35 744  | 7,76  | Movimento 5 Stelle             | 35 744  | 7,76  |
|                                           | Fabio Meroni                    | 8 629   | 1,87  | Italexit                       | 8 629   | 1,87  |
|                                           | Martino Pirozzi                 | 4 521   | 0,98  | Italia Sovrana e Popolare      | 4 521   | 0,98  |
|                                           | Anita Giuriato                  | 4 437   | 0,96  | Unione Popolare                | 4 437   | 0,96  |
|                                           | Caterina Pagliari               | 3 386   | 0,74  | Vita                           | 3 386   | 0,74  |
|                                           | Maria Vivolo                    | 478     | 0,10  | Noi di Centro – Europeisti     | 478     | 0,10  |
| Totale                                    | Totale                          | 460 478 | 100   |                                | 460 478 | 100   |
|                                           |                                 |         |       |                                |         |       |
| Voti non validi                           | Voti non validi                 | 17 137  | 3,59  |                                |         |       |
| Votanti                                   | Votanti                         | 477 615 | 71,05 |                                |         |       |
| Elettori                                  | Elettori                        | 672 260 |       |                                |         |       |

### Elezioni suppletive del 2023
|                               | Adriano Galliani ✔️ Eletto | Fratelli d'Italia - Forza Italia - Noi moderati - Lega | 67 801  | 51,46 |  |  |  |  |  |
|                               | Marco Cappato              | Con Cappato                                            | 52 079  | 39,53 |  |  |  |  |  |
|                               | Cateno De Luca             | Sud con Nord                                           | 2 313   | 1,76  |  |  |  |  |  |
|                               | Giovanna Capelli           | Unione Popolare                                        | 2 278   | 1,73  |  |  |  |  |  |
|                               | Domenico Di Modugno        | Partito Comunista Italiano                             | 2 172   | 1,65  |  |  |  |  |  |
|                               | Daniele Giovanardi         | Democrazia Sovrana Popolare                            | 1 884   | 1,43  |  |  |  |  |  |
|                               | Lillo Massimiliano Musso   | Forza del Popolo                                       | 1 661   | 1,26  |  |  |  |  |  |
|                               | Andrea Brenna              | Democrazia e Sussidiarietà                             | 1 566   | 1,19  |  |  |  |  |  |
| Totale                        | Totale                     | Totale                                                 | 131 754 | 100   |  |  |  |  |  |
|                               |                            |                                                        |         |       |  |  |  |  |  |
| Voti non validi               | Voti non validi            | Voti non validi                                        | 3 409   | 2,52  |  |  |  |  |  |
| Votanti                       | Votanti                    | Votanti                                                | 135 163 | 19,25 |  |  |  |  |  |
| Elettori                      | Elettori                   | Elettori                                               | 702 008 |       |  |  |  |  |  |
|                               |                            |                                                        |         |       |  |  |  |  |  |
| Data: 22-23 ottobre 2023      |                            |                                                        |         |       |  |  |  |  |  |
| Fonte: Ministero dell'Interno |                            |                                                        |         |       |  |  |  |  |  |